# 克萊曼·普萊佩里奇
克萊曼·普萊佩里奇（1992年10月20日—），斯洛文尼亞籃球運動員，現在效力於斯洛文尼亞籃球聯賽球隊盧布爾雅那奧林匹亞。他是在2014年11月1日轉會回到奧林匹亞聯盟的。他在場上的位置是得分後衛。他也代表斯洛文尼亞國家籃球隊參賽。